# Listriella melanica
Listriella melanica är en kräftdjursart som beskrevs av J. L. Barnard 1959. Listriella melanica ingår i släktet Listriella och familjen Liljeborgiidae. Inga underarter finns listade i Catalogue of Life.